# Heavyweights
Heavyweights (no Brasil: Pesos Pesados) é um filme de comédia da Walt Disney Pictures de 1995, dirigido por Steven Brill e co-escrito por Brill com Judd Apatow. Heavyweights é sobre um acampamento para crianças obesas que é tomado por um guru de fitness chamado Tony Perkis (Ben Stiller). O filme se passa no "Acampamento Hope", onde todos os campistas estão com sobrepeso. Para os anos anteriores, é um lugar divertido para as crianças tanto para ir e se divertirem juntos. O problema decorre quando os anteriores proprietários declararam falência e são comprados por um guru de fitness chamado Tony Perkis. Tony é um fanático por fitness que faz com que seja seu objetivo emagrecer estas crianças com excesso de peso. Tony acaba fazendo o Acampamento Hope quase ser insuportável, forçando os campistas para participar em exercícios e dietas de baixo carboidrato de forma exigente. Eventualmente, eles decidiram que devem trabalhar juntos a se rebelarem contra Tony Perkis.
O filme foi filmado inteiramente na Carolina do Norte, em um verdadeiro acampamento. Foi e ainda é usado por campistas. Heavyweights foi filmado ao longo de dois meses. As filmagens começaram em 28 de março de 1994, e terminaram em 25 de maio de 1994.

## Sinopse
Como a escola termina para o verão, Gerald Garner (Aaron Schwartz) é enviado por seus pais para o  Acampamento Esperança, um acampamento para meninos obesos perderem peso. Apesar de preocupante, em primeiro lugar, Gerry faz amigos facilmente no acampamento e aprende que é realmente muito divertido e não será quase tão mau como ele pensa. Ele também descobre que a direção do acampamento esconde as comidas mais calóricas para que os meninos possam perder peso mais facilmente.
Mas nem tudo está bem no acampamento. Já na primeira noite do acampamento, vem à tona a revelação de que os primeiros donos do local, Harvey (Jerry Stiller) e Alice Bushkin (Anne Meara), foram à falência e assim, venderam o acampamento para o empresário Tony Perkis (Ben Stiller), que anuncia o seu plano para tornar o acampamento como o novo centro de emagrecimento para meninos, o maior do país. Tony tenta convencer os meninos de que são capazes de emagrecerem, sendo que ele havia sido gordo na infância.
Tony fiscaliza o quarto dos campistas e apreende todos os alimentos levados por eles, corta os seus contatos com o mundo exterior, e instala um exercício rígido que ignora diversão ao ponto da humilhação.
Os campistas descobrem um esconderijo secreto para entrar na despensa do acampamento e "roubar" os doces guardados. Tony obriga-os afazer uma caminhada de 20 milhas, alegando que é um trabalho para perda de peso e de raciocínio e disciplina. Sobre a caminhada, os campistas armam um truque e Tony cai em uma fossa, ferindo-o severamente. Os meninos tentam trazer Tony de volta para o acampamento e aprisioná-lo em uma célula de frango improvisado por fios eletrificados.
Na comemoração da queda de Tony, há um monte de compulsão alimentar. Os meninos abusam de pizzas, sanduíches submarino, chocolates e etc.
Na manhã seguinte, Pat Finley (Tom McGowan), um consultor que comparece ao acampamento Esperança todos os verões desde que tinha 10 anos, se antecipa para finalmente começar a ter responsabilidade e começar realmente a perder peso. Os meninos começam a ter um regime mais saudável com a ajuda de Pat, e a diversão volta ao lugar novamente.
Após Tony se retirar do acampamento pela fúria dos pais, Pat assume a liderança e organiza um emocionante campeonato de perda de peso entre os meninos.

## Elenco
- Ben Stiller....  Tony Perkis, Jr. / Tony Perkis, Sr.
- Aaron Schwartz .... Gerald "Gerry" Garner
- Tom McGowan ... Pat Finley
- Tim Blake Nelson .... Roger Johnson
- Jeffrey Tambor .... Maury Garner
- Jerry Stiller .... Harvey Bushkin
- Anne Meara .... Alice Bushkin
- Shaun Weiss .... Josh Burnbalm
- Kenan Thompson .... Roy Murphy
- Paul Feig .... Tim
- Tom Hodges .... Lars
- Allen Covert .... Kenny Parry
- Josiah Berry .... Robert
- Leah Lail .... Julie Belcher
- David Goldman .... Nicholas Wales
- Cody Burger .... Cody Farley
- Joseph Wayne Miller .... Sam
- Judd Apatow .... Homer Sxhulz
- Mathew Hupf .... Fat Kid

## Trilha sonora
Trilha sonora original do filme foi composta por J.A.C. Redford, e trilha sonora do filme consistiu em onze músicas listadas a seguir:
| Canção                     | Escrito por                                                      | Performance de                   |
| -------------------------- | ---------------------------------------------------------------- | -------------------------------- |
| "Closer to Free"           | Sam Llanas & Kurt Neumann                                        | BoDeans                          |
| "Le Freak"                 | Bernard Edwards & Nile Rodgers                                   | Chic                             |
| "Saturday Night"           | Bill Martin & Phil Coulter                                       | The Bay City Rollers             |
| "You Sexy Thing"           | Errol Brown                                                      | Hot Chocolate                    |
| "Love Machine"             | Warren Moore & William Griffin                                   | The Miracles                     |
| "Hang Tough"               | Allen Toussaint                                                  | Crescent City Gold               |
| "Set the Wheels in Motion" | Barbara Keith                                                    | The Stone Coyotes                |
| "I Want Candy"             | Bert Berns, Robert Feldman, Richard Gottehrer, & Jerry Goldstein | Bow Wow Wow                      |
| "Blue Danube"              | Johann Strauß                                                    |                                  |
| "Thieving Magpies"         | Gioachino Rossini                                                |                                  |
| "Camp Hope Concerto"       | Paul Feig                                                        | Paul Feig and The Camp Hope Kids |

## Recepção
O filme ganhou mistos a comentários negativos. Heavyweights detém actualmente uma classificação de "podre" de 29% no Rotten Tomatoes, mas é fresco dentro da comunidade com 79%.

### Bilheteria
Enquanto o filme não foi um sucesso de bilheteria, o fez reunir um culto de seguidores.

### Datas de Filmagem
Heavyweights foi filmado ao longo de dois meses. As filmagens começaram em 28 de março de 1994, e terminaram em 25 de maio de 1994.